# Ватерлоо (Онтаріо)
Ватерлоо (англ. Waterloo) — місто в південній частині провінції Онтаріо, у Канаді. Населення муніципалітету становить 97 475 осіб. Через місто протікає річка Ґранд.
Разом із містами Кітченер та Кембридж утворює агломерацію з населенням 489 тис осіб. (оц. 2009) Міста настільки тісно зрослися, що навіть було декілька невдалих спроб утворити єдиний міський муніципалітет. Докладніше про три міста — в статті про муніціпалітет Ватерлоо.
При загальних переписах не враховують студентів, що проживають у місті, а їх понад 20 тисяч. Орієнтовна кількість мешканців, що постійно проживають в місті — 121 700.

## Культура
Симфонія Кітченера та Ватерлоо
Ватерлоо спільно з містом Кітченер проводить щорічний фестиваль пива «Кітченер-Ватерлоо Октоберфест».

## Українська громада
З 1916 року в місті існує громада Української греко-католицької церкви.

## Панорама

Панорама Ватерлоо

### Персоналії
- Сірський Василь — український військовий та науковий діяч, десятник дивізії «Галичина», доктор історичних наук, педагог.